# Gonyleptinae
Sous-famille
Les Gonyleptinae sont une sous-famille d'opilions laniatores de la famille des Gonyleptidae.

## Distribution
Les espèces de cette sous-famille se rencontrent en Amérique du Sud.

## Liste des genres
Selon World Catalogue of Opiliones (20/08/2021) :
- Acanthogonyleptes Mello-Leitão, 1922
- Cearinus Roewer, 1929
- Currala Roewer, 1927
- Geraeocormobius Holmberg, 1887
- Gonyleptellus Roewer, 1930
- Gonyleptes Kirby, 1819
- Guatubesia Soares, 1978
- Holoversia Mello-Leitão, 1940
- Inhuma Piza, 1938
- Juticus Roewer, 1943
- Liogonyleptoides Mello-Leitão, 1925
- Megapachylus Roewer, 1913
- Metagonyleptes Roewer, 1913
- Mischonyx Bertkau, 1880
- Neosadocus Mello-Leitão, 1926
- Parapachyloides Roewer, 1913
- Progonyleptes Roewer, 1913
- Progonyleptoides Roewer, 1917
- Schenkelibunus Strand, 1932
- Schubartesia Soares, 1944
- Stefanesia Soares & Soares, 1988
- Triaenomeros Roewer, 1913
- Tupacarana Mello-Leitão, 1939
- Uracantholeptes Mello-Leitão, 1926
- Urodiabunus Mello-Leitão, 1935
- Ypsilonurus Mello-Leitão, 1933

## Publication originale
- Sundevall, 1833 : Conspectus Arachnidum. C.F. Berling, Londini Gothorum, p. 1-39.